# Сердцеедки (фильм)
«Сердцеедки» (англ. Heartbreakers) — американская кинокомедия 2001 года, режиссёра Дэвида Миркина.

## Сюжет
Макс и Пейдж Коннерс — две очаровательные мошенницы. Их жертвами стали уже множество мужчин. Суть мошенничества проста: Макс выходит замуж за состоятельного мужчину (в данном конкретном случае — предпринимателя Дина). Не откладывая в долгий ящик, уже наутро Пейдж оказывается с молодожёном (который ночью не получил удовлетворения от Макс) в весьма компрометирующих обстоятельствах. Разумеется, как бы случайно всю эту сцену застает свежеиспечённая супруга, Макс. Её сердце разбито, она требует немедленного развода, который и получает. Заодно с весьма существенной материальной компенсацией.
И всё это устраивало Макс, но не совсем устраивало её уже взрослую дочь. Пейдж считает, что уже способна сама сыграть главную роль в очередном спектакле. На что Макс ей отвечает, что та ещё не готова без угрызений совести взять и обмануть мужчину, за которого выходит замуж. По собственному опыту она знает, чем такое может кончиться: ты влюбишься, забеременеешь и не ты его бросишь, а он тебя оставит одну и без средств. Так на свет появилась и сама Пейдж.
С помощью ловкого трюка Макс убеждает Пейдж, что все их деньги пропали, что им крайне необходимо в кратчайшие сроки вытрясти денег из какого-нибудь преуспевающего дельца. Ставки решается делать по-крупному и потому местом для аферы выбирается Майами — рай для миллионеров.
Они разъезжают по побережью, подбирая себе очередную жертву, и Макс выбирает престарелого производителя сигарет. Он стар, безобразен, постоянно курит, но — чертовски богат. Она разыгрывает из себя русскую эмигрантку, а дочь устраивает в качестве домработницы. Пейдж тем временем втайне пытается провернуть свою аферу, но терпит неудачу, зато знакомится с молодым и симпатичным барменом.
И вроде всё идёт по плану: Макс уже получила предложение руки и сердца, но начинаются неприятности: сначала выясняется, что Джек вовсе не бармен, а владелец бара, за который предлагают миллионы. Затем оказывается, что Пейдж влюбилась в бармена. Поперхнувшись, внезапно умирает жених Макс, зато объявляется её прошлый муж, Дин, по-прежнему влюбленный в Макс, но позже (после раскрытия тайны их несостоявшегося брака) — объятый жаждой мщения. И в довершение давняя подруга Макс похищает все деньги со счетов семейства Коннерс.
Пейдж очаровывает и завлекает Джека, стремясь выйти за него и удачно развестись, но начинает чувствовать, что влюбляется в него, и невольно понимает, почему её мать так сильно её отговаривала от этой роли. Тем временем Дин, который также вошёл в долю, давит на Макс, говоря ей, что, если так продолжится, она потеряет дочь. Джек и Пейдж женятся, брачной ночи не происходит, поскольку Пейдж притворяется спящей, а Макс пытается соблазнить жениха, но Джек не поддается, и в итоге Макс его опаивает. Пейдж по сценарию застукивает их, и происходит развод, подавленный Джек отдает Пейдж права на свой бар. Макс не выдерживает и сознаётся Пейдж во всём, и отпускает её. Пейдж возвращается в бар, отдает назад документы и встречает Джека, которого целует и говорит своё имя. Дин и Макс также понимают, что любят друг друга и едут домой. Но напоследок они наносят тайный визит подруге Макс, Барбаре, которую на этот раз разводит Дин. 

## В ролях
| Актёр                | Роль                                       |
| -------------------- | ------------------------------------------ |
| Сигурни Уивер        | Макс Коннерс                               |
| Дженнифер Лав Хьюитт | Пейдж Коннерс дочь Макс                    |
| Рэй Лиотта           | Дин Куманно муж Макс                       |
| Джейсон Ли           | Джек Уитроу                                |
| Энн Бэнкрофт         | Барбара подруга Макс                       |
| Джеффри Джонс        | мистер Аппел менеджер отеля в Палм-Спрингс |
| Джин Хэкмен          | Уильям Тенси                               |
| Нора Данн            | мисс Мэдресс домработница Уильяма Тенси    |
| Хулио Оскар Мечосо   | Лео друг Джека, охранник                   |
| Рики Джей            | аукционер                                  |
| Сара Сильверман      | Линда подруга Джека, официантка            |
| Зак Галифианакис     | Билл друг Джека, повар                     |
| Майкл Хичкок         | доктор Арнольд Дэвис                       |
| Пьер Гонно           | священник на 1-й свадьбе                   |
| Шон Колвин           | священник на 2-й свадьбе                   |
| Кэрри Фишер          | мисс Суприн адвокат по разводу Макс        |
| Кевин Нилон          | мужчина в баре                             |
| Илья Баскин          | Владимир официант в русском ресторане      |
| Олег Штефанко        | музыкант в русском ресторане               |